# 托日姆
托日姆是波蘭的城鎮，位於該國西部，由盧布斯卡省負責管轄，距離與德國接壤的邊境，鎮上的城堡建於1266至1276年，面積9.11平方公里，2006年人口2,456。

## 外部連結
- Jewish Community in Torzym （页面存档备份，存于） on Virtual Shtetl

52°19′N 15°05′E / 52.317°N 15.083°E